# Rosenborg (queijos)
A Rosenborg é uma fabricante dinamarquesa de queijos, fundada em 1926. É hoje uma das principais fabricantes do produto no mundo.

## História
A produção dos queijos Rosenborg existe desde 1915, porém só foi registrada como marca em 1926. 

## Tipos
A produção tradicional da companhia é o queijo Danish Blue. Hoje existem diversas variantes do produto.